# Hestfjall (kulle i Island, Suðurland)
Hestfjall är en kulle i republiken Island. Den ligger i regionen Suðurland, 60 km öster om huvudstaden Reykjavík. Toppen på Hestfjall är 316 meter över havet.